# Yoshinori Taguchi
Yoshinori Taguchi (Saitama, 14 september 1965) is een voormalig Japans voetballer.

## Carrière
Yoshinori Taguchi speelde tussen 1989 en 1998 voor Yokohama Flügels, Sanfrecce Hiroshima en Urawa Red Diamonds.